# Вайл ам Рейн
Вайл ам Рейн (на немски: Weil am Rhein, в превод Вайл на Рейн) е немски град, разположен на източния бряг на река Рейн, близо до точката, където се срещат швейцарската, френската и немската граница. Това е най-югозападният град в Германия.

## География
Вайл ам Рейн е разположен на 47°35′42″ с. ш. 7°36′39.6″ и. д. / 47.595° с. ш. 7.611° и. д. в дистрикта Лорех в провинция Баден-Вюртемберг. Градът е в близост до границите на Франция и Швейцария съответно на запад и на юг. Към 2004 населението е 29 421 жители.

## История
Градът е документиран за пръв път през 786 г. като Вила, име, носещо своя римски произход. Земеделието доминира метсната индустрия до 19 век, когато градът започва да се развива и разраства благодарение на удобните транспортни връзки. През 1913 е построена и железопътна линия, свързваща Вайл ам Рейн с Базел, а след Втората световна война населението отново започва да се увеличава стремително след прилива на бежанци.

## Климат
Местоположението на града на Рейн и в близост до Шварцвалд е фактор за тип континентален климат, подходящ особено за лозарство.